# Manaquí d'Araripe
El manaquí d'Araripe (Antilophia bokermanni) és una espècie d'ocell de la família dels píprids (Pipridae) que habita els boscos d'una zona molt reduïda del nord-est del Brasil.